# Cody Saintgnue
Cody Saintgnue, né Cody Lee Saintgnue, est un acteur et un modèle américain né le 15 juin 1993 à Dayton dans l'Ohio.  
Il est connu pour son rôle de Brett Talbot dans la série Teen Wolf.

## Filmographie
- 2009 : Southland : Tristan
- 2010 : Dr House : Hugo
- 2010 : America's Most Wanted : Kevin
- 2012 : Esprits Criminels : Tyler Allison
- 2013 : All Cheerleaders Die : Cody
- 2014 : Preservation : Jack
- 2014-2017 : Teen Wolf : Brett Talbot
- 2014 : Sessions : Brogan
- 2015 : Table Manners : Sammy
- 2015 : Apt. 210 Confessional : Jason St.Cloud
- 2015 : The Storybook Killer : Liam